# اندیس ارزویه
ارزویه یک اندیس فلزی است که در حوالی شهر خبر استان کرمان قرار دارد و مادهٔ معدنی موجود در آن، سرب و روی است.  